# 공신의 원칙
공신의 원칙(公信― 原則)이란 공시방법을 신뢰하고 거래한 경우 공시방법이 진정한 권리관계와 일치하지 않더라도 공시된 대로의 권리관계가 존재하는 것으로 다루어야 한다는 원칙이다. 동산에 적용되고 부동산에는 적용되지 않는다.

## 조문
민법 제249조 (선의취득) 평온, 공연하게 동산을 양수한 자가 선의이며 과실없이 그 동산을 점유한 경우에는 양도인이 정당한 소유자가 아닌 때에도 즉시 그 동산의 소유권을 취득한다.
민법 제470조 (채권의 준점유자에 대한 변제) 채권의 준점유자에 대한 변제는 변제자가 선의이며 과실없는 때에 한하여 효력이 있다.
민법 제471조 (영수증소지자에 대한 변제) 영수증을 소지한 자에 대한 변제는 그 소지자가 변제를 받을 권한 없는 경우에도 효력이 있다. 그러나 변제자가 그 권한없음을 알았거나 알 수 있었을 경우에는 그러하지 아니하다.

## 역사
로마법에서는 "어느 누구도 자기가 가지는 이상의 권리를 타인에게 줄 수 없다"는 원칙이 인정되어 있어 공신의 원칙이 인정될 수 없었고 공신의 원칙은 게르만법에서 유래하는 것이다.

## 입법례
독일민법은 동산, 부동산에 관하여 모두 이 원칙을 인정하고 있지만, 프랑스민법은 부동산에 관하여는 인정하지 아니하고 동산에 관하여서만 인정한다. 한국 민법은 부동산 물권에는 공신의 원칙을 인정하지 않고 동산물권의 경우에만 인정한다.

## 같이 보기
- 공시의 원칙
- 표현대리
- 등록 (부동산) 미국 Recording Act